# Isoperla chazaudina
Isoperla chazaudina är en bäcksländeart som beskrevs av Navás 1923. Isoperla chazaudina ingår i släktet Isoperla och familjen rovbäcksländor. Inga underarter finns listade i Catalogue of Life.